# Il prigioniero del Caucaso (opera)
Il prigioniero del Caucaso è un'opera in tre atti di Cezar' Antonovič Kjui. Il libretto è attribuito a Viktor Krylov, ed è basato sull'omonimo poema di Aleksandr Puškin.

## Storia della composizione
L'opera fu composta in tre versioni. La prima, tra il 1857 e il 1858, consisteva di soli due atti (che poi sarebbero diventati il primo ed il terzo) e non fu mai messa in scena: solamente l'ouverture, orchestrata da Milij Balakirev fu eseguita in alcuni concerti. Molti anni dopo (1881-1882) Kjui decise di revisionare il lavoro aggiungendo un atto intermedio ed una danza al terzo atto; questa versione fu messa in scena per la prima volta il 4 (16) febbraio 1883 al teatro Mariinskij di San Pietroburgo, diretta da Eduard Napravnik. Nel 1885, con la prospettiva di una produzione in Belgio, Kjui ampliò il finale del secondo atto, creando la terza versione dell'opera. L'opera fu in effetti messa in scena a Liegi nel 1886, grazie al supporto della contessa di Mercy-Argenteau, amica del compositore, divenendo la prima opera di un membro del Gruppo dei Cinque a venire rappresentata nell'Europa occidentale. Nonostante ciò, con questa eccezione, sembra che l'opera non sia più stata messa in scena al di fuori della Russia imperiale, ed uscì dal repertorio in Russia dopo la morte del compositore.

## Trama
L'azione si svolge in un aul di montagna nel Caucaso.

### Atto I
Dopo che gli uomini dell'aul hanno pregato Allah, Kazenbek racconta alla sua malinconica figlia, Fatima, che per lei è stato scelto un fidanzato. Fatima medita nella sua tristezza. All'improvviso arriva un gruppo di montanari, portando con sé un prigioniero russo che è stato catturato come dono di nozze per Fatima. La ragazza inizia a simpatizzare per il prigioniero e si innamora di lui. Il prigioniero viene lasciato solo fino a notte, quando Fatima gli porta del cibo. Un montanaro sopraggiunge per dire a Kazenbek che un gruppo di Russi sta assalendo un aul vicino, e gli uomini partono per combattere l'odiato nemico.

### Atto II
Un gruppo di donne si congratula con Fatima per le nozze imminenti. Dopo che se ne sono andate, Fatima rivela la sua tristezza all'amica Mar'jam. Sentendo l'arrivo di Kazenbek e Fecherdin, le due si nascondono dietro una tenda per ascoltarli. Il mullah afferma che gli è stato rivelato in sogno l'amore di Fatima per il prigioniero russo. I due uomini escono. Giunge Abubeker, il promesso sposo, che esprime il suo amore per Fatima e le presenta i suoi doni. Abubeker consegna il prigioniero a Kazenbek, che odia i Russi. Il popolo condanna a morte il prigioniero, che lo accetta come fine delle sue sofferenze.

### Atto III
Alla festa nuziale, il popolo elogia lo sposo. Prima le donne e poi gli uomini eseguono delle danze. Dopo che Mar'jam ha cantato una canzone circassa, escono tutti tranne i novelli sposi. Fatima è triste e Abubeker gliene chiede il motivo. Dopo che sono usciti, entra il prigioniero incatenato, quindi entra Fatima che lo libera, dicendogli di scappare. Il prigioniero le dice di non amare lei, ma un'altra donna in patria. Fatima è disperata ed il prigioniero fugge. Entra Mar'jam che le racconta che tutto il villaggio sta preparando la vendetta contro i Russi. Il popolo arriva e prova orrore nell'apprendere cosa ha fatto Fatima; mentre decidono di giustiziarla, Fatima si toglie la vita con un pugnale.